# Quercus hondae
Quercus hondae — вид рослин з родини Букові (Fagaceae); ендемік Японії.

## Опис
Дерево висотою до 20 м і більше. Кора темно-сіра, товста, шорстка. Листки 6–14 × 2.5–3.5 см, вічнозелені, ланцетні або зворотноланцетні, шкірясті, загострені, основа клиноподібна, край цілий, маючи невеликі зуби біля верхівки, з обох сторін без волосся; зверху блискучі й зелені, знизу блідіші; ніжка коротка, довжиною 1 см. Жолудь завдовжки 1.5 см, завширшки 1 см; дозріває через 2 роки.

## Середовище проживання
Ендемік Японії.
Віддає перевагу низьким висотам і схилам і зростає в теплих помірних вічнозелених лісах. Висота проживання: 0–600 м.